# Танацко Лазић
Танацко Лазић је био српски речни гусар из народних предања који је наводно завео аустријску царицу Марију Терезију. Није сигурно да ли је заиста постојао.

## Биографија
Услед напада речних гусара из села Бокченовића и Врањешева од 1748. до 1750, био је готово обустављен превоз робе на Дунаву кроз Бачку. те су се трговци жалили царици Марији Терезији. Њој је наводно послат изасланик: лепи, мужевни младић Танацко Лазић, који је по неким причама вођа гусара, а по другим ветеран из ратова Хабзбуршке монархије послат да преговара између царице и гусара. Наводно се свидео царици, био успешан у преговорима, и вратио кући са сребрним седлом, те царица неко време није дирала гусаре. Ипак, како се гусарска отимачина наставила, царица је реаговала и наредила да се оба села преселе 1752, последњи становник је био поп Трифун, а од потомака ових гусара настало је село Стапар код Сомбора.